# Hibiscus kitaibelifolius
Hibiscus kitaibelifolius är en malvaväxtart som beskrevs av St.-hil.. Hibiscus kitaibelifolius ingår i Hibiskussläktet som ingår i familjen malvaväxter. Inga underarter finns listade i Catalogue of Life.